# 전미경 (가수)
전미경(1966년 ~ )은 대한민국의 가수이다.

## 학력
- 경복여자상업고등학교 졸업
- 서울예술대학교 졸업

## 데뷔
- 1982년 노래 '들국화'

## 음반
- 1982년 들국화
- 1984년 5월 17일 내가 왔어요 / 천년을 하루같이
- 1992년 4월 15일 당신의 모습 / 가는 당신
- 1997년 권태 / 삼박자
- 1999년 5월 1일 영호남 연 / 해바라기 꽃
- 2002년 2월 1일 탱고의 남자 / 남자는 속으로 운다
- 2004년 1월 1일 2004 CHUN S STORY
- 2007년 5월 12일 사랑과 축복
- 2014년 1월 20일 사랑은 강물처럼
- 2019년 9월 3일 호박
- 2019년 10월 1일 세월따라 / 호박
- 2019년 12월 9일 순천 남녀
- 2020년 1월 13일 마포는 내사랑
- 2020년 4월 2일 힘내요 우리! (대구, 경북, 한반도)

## 수상
- 1996년 제3회 연예예술인상 방송주제가상
- 2000년 제10회 통일가요제 특별가수상
- 2001년 전국예술인노동조합 선행가수상